# Svedjefjärden
Svedjefjärden är en sjö i Örnsköldsviks kommun i Ångermanland och ingår i Nätraåns huvudavrinningsområde. Sjön är 6,6 meter djup, har en yta på 1,05 kvadratkilometer och befinner sig 1 meter över havet. Sjön avvattnas av vattendraget Vadbäcken.

## Delavrinningsområde
Svedjefjärden ingår i det delavrinningsområde (701182-163505) som SMHI kallar för Utloppet av Svedjefjärden. Medelhöjden är 60 meter över havet och ytan är 16,25 kvadratkilometer. Det finns inga avrinningsområden uppströms utan avrinningsområdet är högsta punkten. Vadbäcken som avvattnar avrinningsområdet har biflödesordning 2, vilket innebär att vattnet flödar genom totalt 2 vattendrag innan det når havet efter 3,2 kilometer. Avrinningsområdet består mestadels av skog (58 procent) och jordbruk (11 procent). Avrinningsområdet har 1,05 kvadratkilometer vattenytor vilket ger det en sjöprocent på 6,5 procent. Bebyggelsen i området täcker en yta av 1,52 kvadratkilometer eller 9 procent av avrinningsområdet.